# Prospalta pyrochroma
Prospalta pyrochroma är en fjärilsart som beskrevs av Walker 1858. Prospalta pyrochroma ingår i släktet Prospalta och familjen nattflyn. Inga underarter finns listade i Catalogue of Life.